# La Roque-Alric
La Roque-Alric – miejscowość i gmina we Francji, w regionie Prowansja-Alpy-Lazurowe Wybrzeże, w departamencie Vaucluse.
Według danych na rok 1990 gminę zamieszkiwało 59 osób, a gęstość zaludnienia wynosiła 12 osób/km² (wśród 963 gmin regionu Prowansja-Alpy-W. Lazurowe La Roque-Alric plasuje się na 729. miejscu pod względem liczby ludności, natomiast pod względem powierzchni na miejscu 800.).

## Populacja

Populacja La Roque-Alric w latach 1962–2008